# 斯塔福德鎮區 (印地安納州格林縣)
斯塔福德鎮區（英語：Stafford Township）是位於美國印地安納州格林縣的一個行政鎮區。

## 地方資料
根據2010年美國人口普查的數據，斯塔福德鎮區的面積為93.20平方千米，當中陸地面積為92.80平方千米，而水域面積為0.40平方千米。當地共有人口448人，而人口密度為每平方千米4.81人。